# Oskar Olsen
Oskar Viktor Olsen (7 ottobre 1897 – 28 dicembre 1956) è stato un pattinatore di velocità su ghiaccio norvegese.

## Palmarès

### Olimpiadi invernali
- Argento a Chamonix-Mont-Blanc 1924 nei 500 metri.